# Consolation-Maisonnettes
Consolation-Maisonnettes ist eine französische Gemeinde mit 24 Einwohnern (Stand: 1. Januar 2022) im Département Doubs in der Region Bourgogne-Franche-Comté.

## Geographie
Consolation-Maisonnettes liegt auf 515 m über dem Meeresspiegel, elf Kilometer nördlich von Morteau und etwa 43 Kilometer südsüdwestlich der Stadt Montbéliard (Luftlinie). Das Dorf erstreckt sich im Jura, im tief eingeschnittenen Tal des Dessoubre unterhalb dessen Quelle in der Felsarena des Cirque de Consolation. Das Gemeindegebiet gehört zum Regionalen Naturpark Doubs-Horloger.
Die Fläche des 4,31 km² großen Gemeindegebiets umfasst einen Abschnitt des französischen Juras. Der Hauptteil des Gebietes wird vom Dessoubre-Tal eingenommen, das hier mehr als 300 m tief in die Jurahochflächen eingesenkt ist. Der Dessoubre entspringt oberhalb der Ortschaft mit einer Karstquelle, vereinigt sich mit weiteren Quellbächen (aus teils intermittierenden Quellen, nämlich Source Noire, Source du Tabourot und Source du Langot) und verlässt danach den von zahlreichen Kalkfelsbändern durchzogenen Kessel des Cirque de Consolation nach Norden. Von Südwesten mündet ein Trockental aus dem Becken von Vennes, dessen unterster Teil ebenfalls zur Gemeinde gehört, in das Tal des Dessoubre. Das Gemeindegebiet erstreckt sich über die bewaldeten Steilhänge bis auf die umliegenden Hochflächen (800 m; auf der Roche du Prêtre 870 m, einem Aussichtspunkt über dem Cirque de Consolation). Mit 881 m wird auf der Hochfläche bei La Picotte die höchste Erhebung von Consolation-Maisonnettes erreicht.
Nachbargemeinden von Consolation-Maisonnettes sind Laval-le-Prieuré im Norden, Mont-de-Laval im Osten sowie Guyans-Vennes im Süden und Westen.

## Geschichte
Das Gemeindegebiet von Consolation-Maisonnettes war schon sehr früh besiedelt. In den verschiedenen Höhlen im Bereich des Cirque de Consolation wurden zahlreiche Funde aus der Bronze- und der Eisenzeit gemacht.
Das Kloster von Consolation-Maisonnettes geht ursprünglich auf eine der Heiligen Jungfrau geweihte Kapelle des 15. Jahrhunderts zurück. Später wurde hier ein Minimenkloster gegründet, das unter der Schirmherrschaft der Varambon stand. Danach diente das Kloster lange Zeit als Priesterseminar, und seit 1978 beherbergt es ein Spirituelles Zentrum. Die Gemeinde Maisonnettes wurde im Jahr 1910 offiziell in Consolation-Maisonnettes umbenannt. Seit 1998 ist Consolation-Maisonnettes Mitglied des Gemeindeverbandes Portes du Haut-Doubs.
Am 1. Januar 2009 erfolgte eine Änderung der Arrondissementszugehörigkeit der Gemeinde. Bislang zum Arrondissement Besançon gehörend, kamen alle Gemeinden des Kantons zum Arrondissement Pontarlier.

## Sehenswürdigkeiten
- Die einschiffige ehemalige Klosterkirche wurde 1682 erbaut und besitzt reich geschnitztes Chorgestühl wie auch eine Kanzel aus dem 18. Jahrhundert. In den Konventsgebäuden ist eine Sammlung von Vögeln und Schmetterlingen ausgestellt.
- Das ehemalige Kloster ist von einem Landschaftspark umgeben.
- Zu den Natursehenswürdigkeiten der Region zählen der Cirque de Consolation mit den verschiedenen Karstquellen sowie der Aussichtspunkt Belvédère de la Roche du Prêtre.
- Im Zuge der Verbesserung des touristischen Angebotes wurden 2008/2009 mehrere Klettersteige eingerichtet, wobei die ca. 500 m lange, quer über das Tal führende Tyrolienne bemerkenswert ist.[2]

## Bevölkerung
| Jahr                       | 1962 | 1968 | 1975 | 1982 | 1990 | 1999 | 2006 | 2016 |
| Einwohner                  | 55   | 63   | 47   | 36   | 29   | 46   | 30   | 34   |
| Quellen: Cassini und INSEE |      |      |      |      |      |      |      |      |

Mit 24 Einwohnern (1. Januar 2022) gehört Consolation-Maisonnettes zu den kleinsten Gemeinden des Départements Doubs. Nachdem die Einwohnerzahl in der ersten Hälfte des 20. Jahrhunderts markant abgenommen hatte (1896 wurden noch 270 Personen gezählt), wurde nach einer längeren Zeit der Stagnation in den letzten Jahren erneut ein deutlicher Rückgang verzeichnet.

## Wirtschaft und Infrastruktur
Consolation-Maisonnettes war bis weit ins 20. Jahrhundert hinein ein vorwiegend durch die Landwirtschaft (Viehzucht und Milchwirtschaft, etwas Acker- und Obstbau) geprägtes Dorf. Früher wurde die Wasserkraft des Dessoubre für den Betrieb von einer Mühle und Sägereien genutzt. Ein Sägereibetrieb besteht noch heute. Heute sorgt auch der Tagestourismus für Einkünfte. Einige Erwerbstätige sind Wegpendler, die in den größeren Ortschaften der Umgebung ihrer Arbeit nachgehen.
Die Ortschaft liegt abseits der größeren Durchgangsstraßen an einer Departementsstraße, die von Saint-Hippolyte durch das Dessoubre-Tal nach Orchamps-Vennes führt.